# Vespa cribriformis
Vespa cribriformis är en getingart som beskrevs av Christ 1791. Vespa cribriformis ingår i släktet bålgetingar, och familjen getingar. Inga underarter finns listade i Catalogue of Life.